# Átló
A matematikában az átló szónak geometriai jelentése van, de használják még a mátrixoknál is.

## Sokszögek
Egy sokszögre nézve az átló két nem szomszédos csúcsot összekötő szakasz. Így egy négyszögnek két átlója van, összekötve a csúcspárokat. Egy konvex sokszög átlói a sokszögön belül futnak. Ez nem vonatkozik a konkáv sokszögekre. Megfordítva: a sokszög akkor és csak akkor konvex, ha átlói a sokszögön belül futnak.
Egy n oldalú sokszögnek mindegyik csúcsából indul átló az összes csúcspontba, kivéve önmagát és a két szomszédos csúcspontot, így egy csúcsból n-3 átló húzható. Ezt kell megszorozni a csúcsok számával:
(n − 3) × n,
viszont mivel az összes átlót kétszer számoltuk, így az átlók száma:
{\displaystyle {\frac {(n-3)\cdot n}{2}}.\,}

### Hossza
A két szomszédos csúcs közötti átló d hossza a koszinusztétellel számítható:
{\displaystyle d={\sqrt {s_{0}^{2}+s_{1}^{2}-2s_{0}s_{1}\cos \varphi _{1}}}}
ahol s0 és s1 a két szomszédos oldal, és φ a közrezárt szög.
A távolabbi csúcsok közötti átlók hossza a koszinusztétel többszöri alkalmazásával számítható, ha adottak az oldalhosszak, és a szomszédos oldalak által közrezárt szögek.
- A két oldal távolságra levő csúcsok közötti átló hossza:

{\displaystyle d_{3}={\sqrt {(s_{0}-s_{1}\cdot \cos(\varphi _{1})+s_{2}\cdot \cos(\varphi _{1}+\varphi _{2}))^{2}+(s_{1}\cdot \sin(\varphi _{1})-s_{2}\cdot \sin((\varphi _{1}+\varphi _{2}))^{2}}}}
- A három oldal távolságra levő csúcsok közötti átló hossza:

{\displaystyle {\begin{aligned}d_{4}^{2}&=(s_{0}-&s_{1}\cdot \cos(\varphi _{1})+s_{2}\cdot \cos(\varphi _{1}+\varphi _{2})-s_{3}\cdot \cos(\varphi _{1}+\varphi _{2}+\varphi _{3}))^{2}\\&+(&s_{1}\cdot \sin(\varphi _{1})-s_{2}\cdot \sin(\varphi _{1}+\varphi _{2})+s_{3}\cdot \sin(\varphi _{1}+\varphi _{2}+\varphi _{3}))^{2}\end{aligned}}}
- Az n-1 oldal távolságra levő csúcsok közötti átló hossza:

{\displaystyle d_{n}={\sqrt {\left(s_{0}+\sum _{i=1}^{n-1}(-1)^{i}\cdot s_{i}\cdot \cos \left(\sum _{k=1}^{i}\varphi _{k}\right)\right)^{2}+\left(\sum _{i=1}^{n-1}-(-1)^{i}\cdot s_{i}\cdot \sin \left(\sum _{k=1}^{i}\varphi _{k}\right)\right)^{2}}}}

### Speciális esetek
Speciális esetben a képletek leegyszerűsödnek.
- Egy a és b oldalú paralelogramma átlóinak hossza

{\displaystyle e={\sqrt {a^{2}+b^{2}+2ab\cos \alpha }}}
és
{\displaystyle f={\sqrt {a^{2}+b^{2}-2ab\cos \alpha }}}.
- Az a és b oldalú téglalap átlójának hossza a Pitagorasz-tétellel számítható:

{\displaystyle d={\sqrt {a^{2}+b^{2}}}}.
- Az a oldalú négyzet átlója:

{\displaystyle d=a{\sqrt {2}}}.
- Az a oldalú szabályos ötszög átlója:

{\displaystyle d={\frac {a}{2}}\left(1+{\sqrt {5}}\right)}.
- Az a oldalú szabályos hatszögben a szomszédos csúcsok közötti átló hossza

{\displaystyle d=a{\frac {\sqrt {3}}{2}}}.
A szemközti csúcsokat összekötő átló hossza
{\displaystyle d=2a}.

## Poliéderek

Kocka egyik lapátlója (AC), illetve testátlója (AC').

A geometriában megkülönböztetik a poliéderek lapátlóját és testátlóját.
- Egy poliéder lapátlója a poliéder egy lapjának átlója.
- Egy poliéder testátlója egy olyan egyenes szakasz, ami összeköti a test két nem szomszédos csúcsát, és nincs oldallap, ami tartalmazza.

### A testátlók száma
A testátlók száma ezzel a képlettel számítható:
{\displaystyle Z={\frac {C(C-1)}{2}}-E-\sum _{i=1}^{L}{\frac {N_{i}(N_{i}-3)}{2}}},
.ahol C a csúcsok száma, E az éleké, L a lapoké, és az i-edik lap éleinek száma Ni
Például a paralelepipedonokra:
{\displaystyle C=8,\quad L=6,\quad E=12,\quad N_{i}=4\quad \forall i}:
{\displaystyle Z={\frac {8(8-1)}{2}}-12-\sum _{i=1}^{6}{\frac {4(4-3)}{2}}}
{\displaystyle Z=28-12-6\cdot 2=4}

### A poliéder átlóinak hossza
Egy lapátló hossza az adott lap átlójának hosszaként számítható.
- Egy a, b és c élű téglatest testátlójának hossza {\displaystyle d={\sqrt {a^{2}+b^{2}+c^{2}}}}.
- Speciális esetként adódik a kocka testátlója: {\displaystyle d=a{\sqrt {3}}}.

Általános esetben a testátló hossza is a koszinusztétel többszöri alkalmazásával kapható meg.

## Mátrixok
A négyzetes mátrixoknak kétféle átlóját különböztetik meg. A főátló azokat a mátrixban levő elemeket foglalja magába, amelyek sor- és oszlopindexe megegyezik. A mellékátló az első sor utolsó elemét és az utolsó sor első elemét összekötő vonalra eső elemek vektora.
Az egységmátrixban a főátló csupa egyes, a többi helyen nulla áll:
{\displaystyle I={\begin{pmatrix}1&0&0&0\\0&1&0&0\\0&0&1&0\\0&0&0&1\end{pmatrix}}}
Ebben a mátrixban a mellékátlón állnak egyesek, a többi helyen nullák vannak:
{\displaystyle M={\begin{pmatrix}0&0&0&1\\0&0&1&0\\0&1&0&0\\1&0&0&0\end{pmatrix}}}
Sokszor egyszerűen átlónak hívják a főátlót, és a vele párhuzamos diagonálisokra eső elemek vektorait, például az alkalmazásokban gyakran megjelenő sávos mátrixok esetén. Nem négyzetes mátrixok esetén nem beszélnek mellékátlóról.
A különböző speciális mátrixoknál a főátló kitüntetett szerephez jut. Egyszerűbb vele meghatározni az egyes típusokat.
A főátlóra eső elemek összege a mátrix nyoma, ami egyenlő a mátrix sajátértékeinek összegével.